# 3-Minute Warning
3-Minute Warning foi uma dupla de luta profissional americana composta pelos primos Matt Anoa'i e Eddie Fatu, mais notáveis por seu tempo na WWF/E sob seus nomes no ringue de Rosey e Jamal, respectivamente. Como eles eram os membros da proeminente família Anoa'i, Rosey era um irmão mais velho do atual lutador da WWE Roman Reigns e Jamal também era irmão de Rikishi e tio dos sobrinhos Jimmy e Jey Uso e Solo Sikoa.

## História
Anoa'i e Fatu treinaram juntos na escola de luta livre profissional Wild Samoan, operada por membros de sua família. Quando seu treinamento foi concluído, eles estrearam no World Xtreme Wrestling de seu tio Afa (WXW), onde Matt conquistou o Campeonato de Duplas da WXW como parte do Samoan Gangstas com outro primo, Lloyd Anoa'i.
Em 1996, Matt e Eddie foram trazidos para a World Wrestling Federation (WWF) juntos para participar da história com o irmão de Eddie, Solofa Fatu, que estava trabalhando apenas sob o nome de sua família com uma gimmick que queria ser uma influência positiva nas crianças e que ele queria "fazer a diferença" nos bairros do centro da cidade. Matt e Eddie foram trazidos como dois "gangsters" silenciosos que assistiam às partidas de Fatu do corredor de entrada e o perseguiam pelas arenas, deixando-o nervoso. Nenhum dos truques durou muito, e Matt e Eddie foram enviados para a "liga agrícola" da Heartland Wrestling Association (HWA) da WWF. Lá eles usaram os nomes individuais Ekmo Fatu (Eddie) e Kimo (Matt), com o nome da equipe Island Boyz. Eles conquistaram o Campeonato de Duplas da HWA uma vez, e por um tempo Haku serviu como seu empresário. Eles deixaram a HWA juntos, e em 2000 viajaram para o Japão para lutar pela Frontier Martial-Arts Wrestling, onde conquistaram o Campeonato de Duplas Hardcore FMW. No ano seguinte, eles retornaram aos Estados Unidos para lutar pela Memphis Championship Wrestling, onde novamente conquistaram o ouro, mantendo o Campeonato de Duplas do Sul da MCW em três ocasiões no período de um mês.

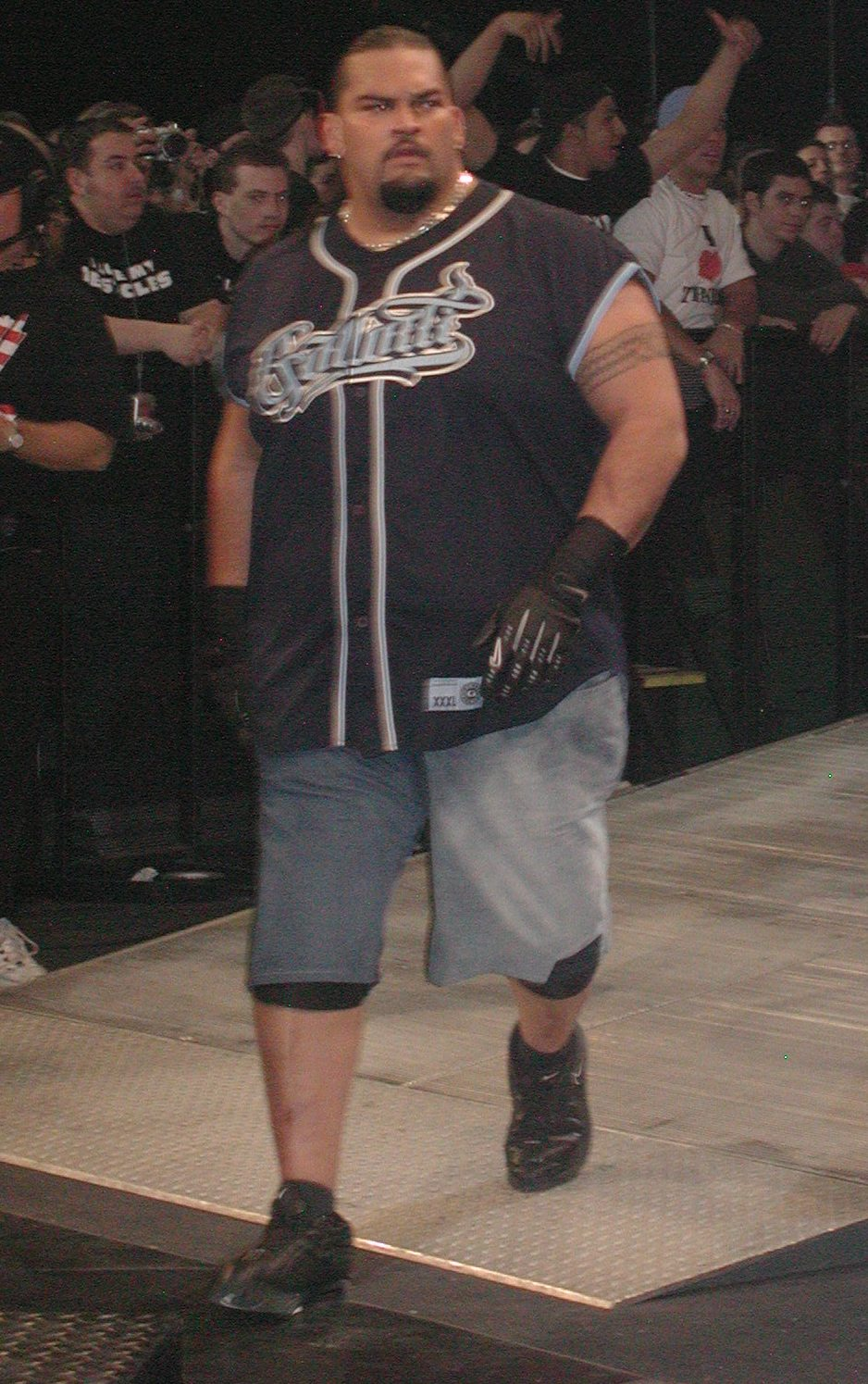
Rosey durante seu tempo como parte do 3-Minute Warning.

Em 2002, eles retornaram à (agora renomeada) World Wrestling Entertainment como executores do Gerente Geral da marca Raw, Eric Bischoff. Agora conhecido como Jamal (Eddie) e Rosey (Matt), a equipe foi usada para reprimir qualquer atividade no ringue que Bischoff considerasse "chata". Eles fizeram sua estreia no Raw de 22 de julho, interrompendo uma luta entre D'Lo Brown e Shawn Stasiak, que havia sido previamente distribuída em três minutos. Quando o prazo expirou, Rosey e Jamal entraram no meio da multidão e colocaram os dois homens, para o deleite de Bischoff assistindo da entrada. A gimmick continuou nas próximas semanas, com Bischoff dando às pessoas três minutos para entretê-lo antes de serem atacados, ou decidindo que três minutos de um segmento eram suficientes antes que a equipe parecesse terminá-lo. Como resultado do período de tempo, a equipe ficou conhecida como Aviso de Três Minutos. Um de seus ataques foi em Jeff Hardy, como ordenado por Bischoff, que pensou que Jeff estava saindo para o SmackDown para se reunir com seu irmão Matt, apenas para o desertor real ser o oponente programado de Jeff, Crash.
Por um tempo, a equipe usou a música 3 Minutes de 2 Skinnee J como sua música de entrada. De acordo com o guitarrista do 2 Skinnee, Lance Rockworthy, a banda não recebeu nenhuma compensação pelo uso da música.
Durante o episódio de 12 de setembro do SmackDown! Three Minute Warning e Eric Bischoff travaram a "cerimônia de compromisso" que estava sendo realizada para a dupla de Billy e Chuck. Depois, Rico, o empresário de Billy e Chuck, começou a administrar o Three Minute Warning em tempo integral. Com Rico ao seu lado, eles se envolveram em uma rivalidade com Dudley Boyz (Bubba Ray e Spike) e Jeff Hardy, que resultou em sua partida de maior destaque como equipe - uma partida Elimination Tables no Survivor Series, que eles perderam quando Bubba Ray, o último homem que restava para sua equipe, recebeu assistência do parceiro de longa data D-Von.
A equipe permaneceu no low e mid-card até junho de 2003, quando Jamal foi liberado da WWE, supostamente após seu envolvimento em uma briga de bar. Rosey então formou uma dupla de super-heróis com The Hurricane, ganhando o Campeonato Mundial de Duplas no processo, enquanto Jamal fez um curto período na Total Nonstop Action Wrestling sob seu nome "Ekmo Fatu" antes de retornar à WWE.
Eles se reuniram uma última vez na WWE em uma dark match para o Sunday Night Heat quando derrotaram Trent Acid e Bison Bravado em 9 de janeiro de 2006. Jamal estava sendo reepaginado como Umaga, e duas vezes ganhando o Campeonato Intercontinental. Rosey foi dispensado pela empresa em março de 2006. Umaga (Jamal) foi dispensado pela empresa em junho de 2009.

## Mortes
Fatu (Jamal/Umaga) morreu em 4 de dezembro de 2009 em Houston, Texas, de uma reação tóxica de drogas mistas, que causou vários ataques cardíacos, o segundo levando a uma hemorragia cerebral fatal. Rosey morreu em 17 de abril de 2017 em Pensacola, Flórida, de complicações causadas por insuficiência cardíaca congestiva.

## Campeonatos e conquistas
- Frontier Martial-Arts Wrestling
  - Campeonato de Duplas Hardcore FMW/WEW (1 vez)
- Heartland Wrestling Association
  - Campeonato de Duplas da HWA (1 vez)
- Memphis Championship Wrestling
  - Campeonato de Duplas do Sul da MCW (3 times)
- Prêmios Wrestling Observer Newsletter
  - Pior Tag Team (2002)